# Gascoyne (Western Australia)
Koordinaten: 24° 55′ S, 114° 53′ O
Gascoyne ist eine der neun Regionen in Western Australia, die im Nordwesten Australiens liegt. Die Region hat eine Küstenlinie von ungefähr 600 km entlang des Indischen Ozeans, erstreckt sich ungefähr 500 km ins Landesinnere und umfasst eine Fläche von 135.277 km² (einschließlich der vorgelagerten Inseln).

## Bevölkerung
Gascoyne hat die geringste Bevölkerungszahl und Bevölkerungsdichte aller Regionen Australiens. Die meisten der etwa 10.000 Menschen leben in den Städten und Orten Carnarvon, Exmouth, Denham, Gascoyne Junction und Coral Bay. Gascoyne teilt sich in folgende Local Government Areas of Western Australia auf: Shire of Carnarvon, Shire of Exmouth, Shire of Shark Bay und Shire of Upper Gascoyne. 

## Geschichte
Bevor die europäischen Kolonialisten in die Region kamen, lebten in diesem Gebiet seit Tausenden von Jahren Aborigines. Der erste Europäer, der in das Gebiet kam, war 1616 Dirk Hartog; weitere Entdecker waren Willem Jansz, William Dampier, Nicolas Baudin und Phillip King. 1839 kam der Entdecker George Grey in das Gebiet und gab dem Gascoyne River seinen Namen. Die Shark Bay wurde eines der ersten Gebiete der australischen Perlenfischerei in den 1850er Jahren. 1858 erkundete Francis Thomas Gregory die Region und gab anschließend bekannt, dass das Gebiet sehr gut für die Besiedlung und Landwirtschaft geeignet sei, woraufhin die Besiedlung dieser Region in den 1860er Jahren begann und Carnarvon 1883 zur Stadt ernannt wurde.

## Klima
Die Region hat ein moderates arides und tropisches Klima. Es ist das gesamte Jahr über warm, mit einer maximalen durchschnittlichen Temperatur von 22 °C im Juli und 35 °C im Januar, an 320 Tagen scheint die Sonne. Der jährliche Niederschlag schwankt, ist gering und liegt bei 200 mm, wovon der meiste aus Zyklonen stammt. Infolge des Klimas ist die Region lediglich von Gestrüpp bedeckt, vor allem von Spinifex, Mulgabüschen und sehr kleinen Bäumen.
Im Hinterland von Gascoyne befinden sich das Kennedy Range und der Mount Augustus, der größte Monolith der Erde.

## Ökonomie

### Tourismus
Die wirtschaftliche Entwicklung der Gascoyneregion wird durch den Tourismus wesentlich bestimmt. Touristen kommen wegen des warmen und trockenen Klimas und der langen Küstenlinie und der Naturschönheiten des Ningaloo Reefs und der Shark Bay. Die Shark Bay zählt zum UNESCO-Weltnaturerbe; auch für das Ningaloo Reef ist ein Antrag auf Anerkennung gestellt worden. Des Weiteren gibt es bedeutsame Nationalparks wie den Kennedy Range National Park und Mount Augustus National Park.

### Landwirtschaft
Weidewirtschaft ist für die Region bedeutend; 84 % des Landes wird auf diese Weise genutzt. Entlang des Gascoyne River bei Carnarvon befinden sich 170 Gartenbaubetriebe auf einem Gebiet von 1.500 Hektar, die Bananen, Weintrauben, Tomaten, Paprikaschoten und Mangos anbauen. Dieses Gebiet wurde 2010 von einer Überschwemmung des Gascoyne Rivers heimgesucht.

### Bergbau
Bedeutende Öl- und Gasvorkommen am North West Cap im Carnarvonbecken und vor der Küste werden abgebaut. Am Cape Cuvier, nördlich von Carnarvon und am Useless Loop der Shark Bay wird Salz gewonnen, das für die chemische Industrie von Bedeutung ist. Es gibt Gold, Uran und Diamanten in der Region. Turmaline und Amethyst wird im Upper Gascoyne gefunden. Kalkstein wird nördlich von Carnarvon abgebaut; wirtschaftliche Bedeutung hat auch der Gipsabbau.